# Estación María Juana
Estación María Juana es una localidad de la provincia de Santa Fe, Argentina. Está ubicada en el sur del departamento Castellanos, en el centro oeste santafesino; a 129 km de la capital provincial. Limita con los siguientes distritos: al norte María Juana, al sur Sastre, al este Colonia Margarita y al oeste con el distrito Colonia Garibaldi.
La principal actividad en el área es la producción lechera, pero además produce soja, trigo, etc.
En su mayoría la población está compuesta por descendientes de inmigrantes italianos.
Estación María Juana cuenta con una escuela elemental.
- Datos: Q5843662